# سزار بيلي
سزار بيلي (Cesar Antònio Pelli) ولد في 12 أكتوبر 1926 في سان ميغيل دي توكومان، الأرجنتين، هاجر إلى الولايات المتحدة في عام 1952 واتخذ الجنسية الأمريكية في عام 1964.
مهندس معماري أرجنتيني معروف لتصميمة بعض أعلى المباني في المدن الرئيسية في العالم.
- استوديو التصميم الرئيسي يوجد مقره في نيو هافن (New Haven)، في كونيتيكت، يتألف من حوالي 100 مهندس معماري.
- شُهر بيلي أيضا بواجهات بنياته المنحنية وبإدراج عناصر معدنية في تصاميمه.
- بعد دراسة الهندسة المعمارية في جامعة ناسيونال دي توكومان، بيلي اكمل تدريبه في كلية الهندسة المعمارية في جامعة إيلينوي.
- بالإضافة إلى انة مهندس معماري، بيلي أيضا أستاذ. عُين "عميد كلية الهندسة المعمارية في جامعة ييل عام 1977، شغل المنصب حتى عام 1984.
- بدأ العمل الوظيفي في مكتب ايرو سارينن (Eero saarinen)، مصمم مشروع المركز المالى العالمى في مانهاتن، بالقرب من مركز التجارة العالمي.

## اعمالة
شهرتة اتت من تصميم برج بتروناس (Petronas Twin Towers 1996-98)، الذي كان له أسبقية الارتفاع لعدة سنوات. ومن بين أعماله الرئيسية المشار إليها:
- مبنى بلدية مدينة سان برناردينو، كاليفورنيا (1969)؛
- تصميم مركز المحيط الهادئ في لوس انجليس (1971-76 وتوسيع لاحق من 1987)؛
- أبراج هيرمان بارك (1979)
- قاعة سمك الرنكه في حرم جامعة رايس (1984) في هيوستن، تكساس.
- توسيع برج الجديد لمتحف الفن المعاصر (1977-83 Museum of Modern Art)
- وفي عام 1988 انشأ ناطحة السحاب اليربا بوينا (Yerba Buena) في سان فرانسيسكو في عام 1989
- شارك في مسابقة مطار اوزاكا (ōsaka) الجديد في اليابان.

## جوائز
في عام 1991 عين المعهد الأمريكي للمهندسين المعماريين سزار بيلي من بين ال 10 مهندسين معماريين أكثر نفوذا، وقد تلقى العديد من الجوائز، بما فيها الميدالية الذهبية في عام 1995، الاعتراف انة أثر على نظرية وممارسة الهندسة المعمارية. وهناك أكثر من 100 من الجوائز الدولية التي منحت إلى أعمال سيزار بيلي، بما فيها أكثر من 40 جوائز من المقر الوطني الإقليمي الأمريكي للمهندسين المعماريين.